# マクロコスモスとミクロコスモス

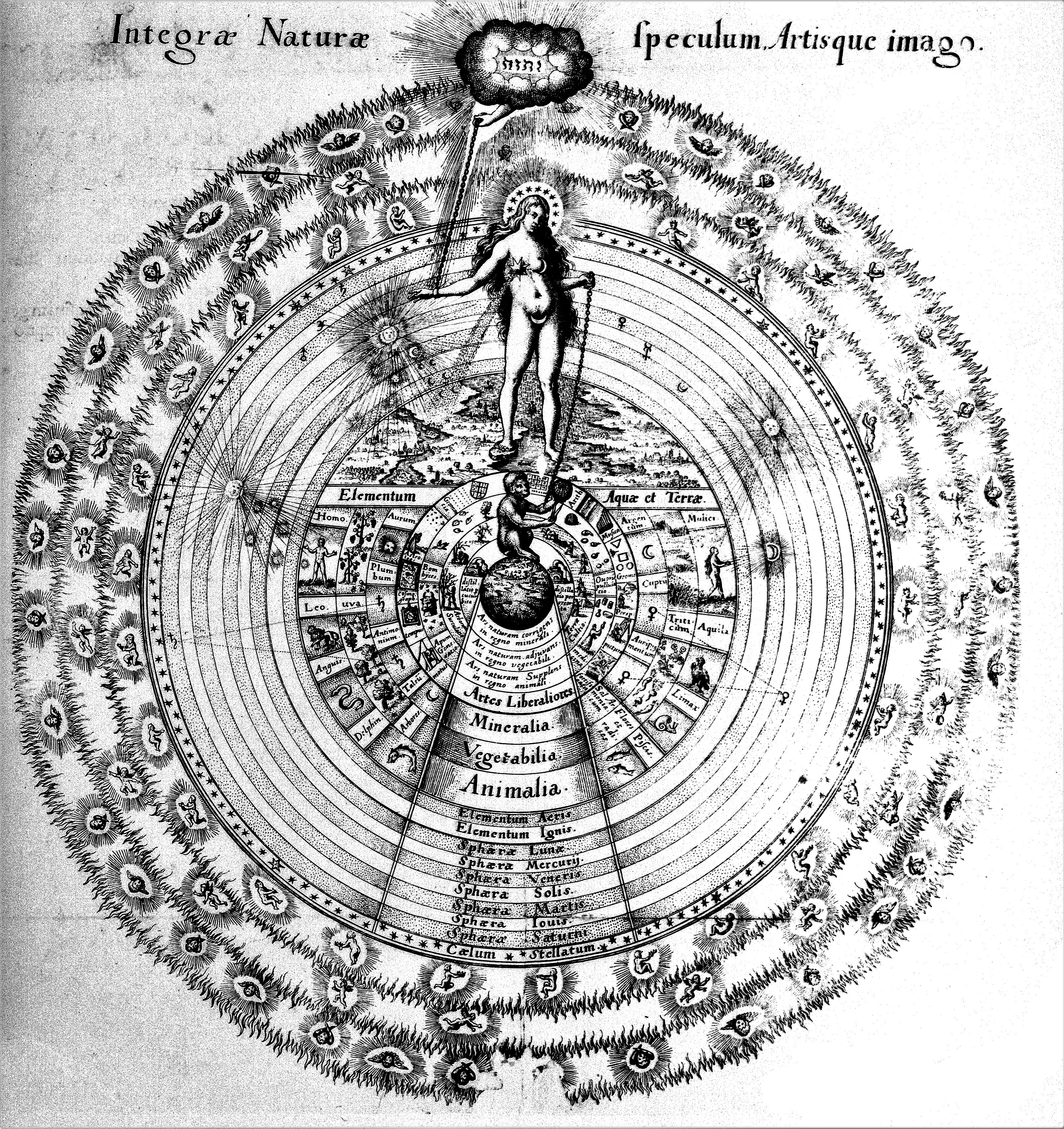
大宇宙と小宇宙の図解,ロバート・フラッド『両宇宙誌＝大宇宙誌』（1617年）

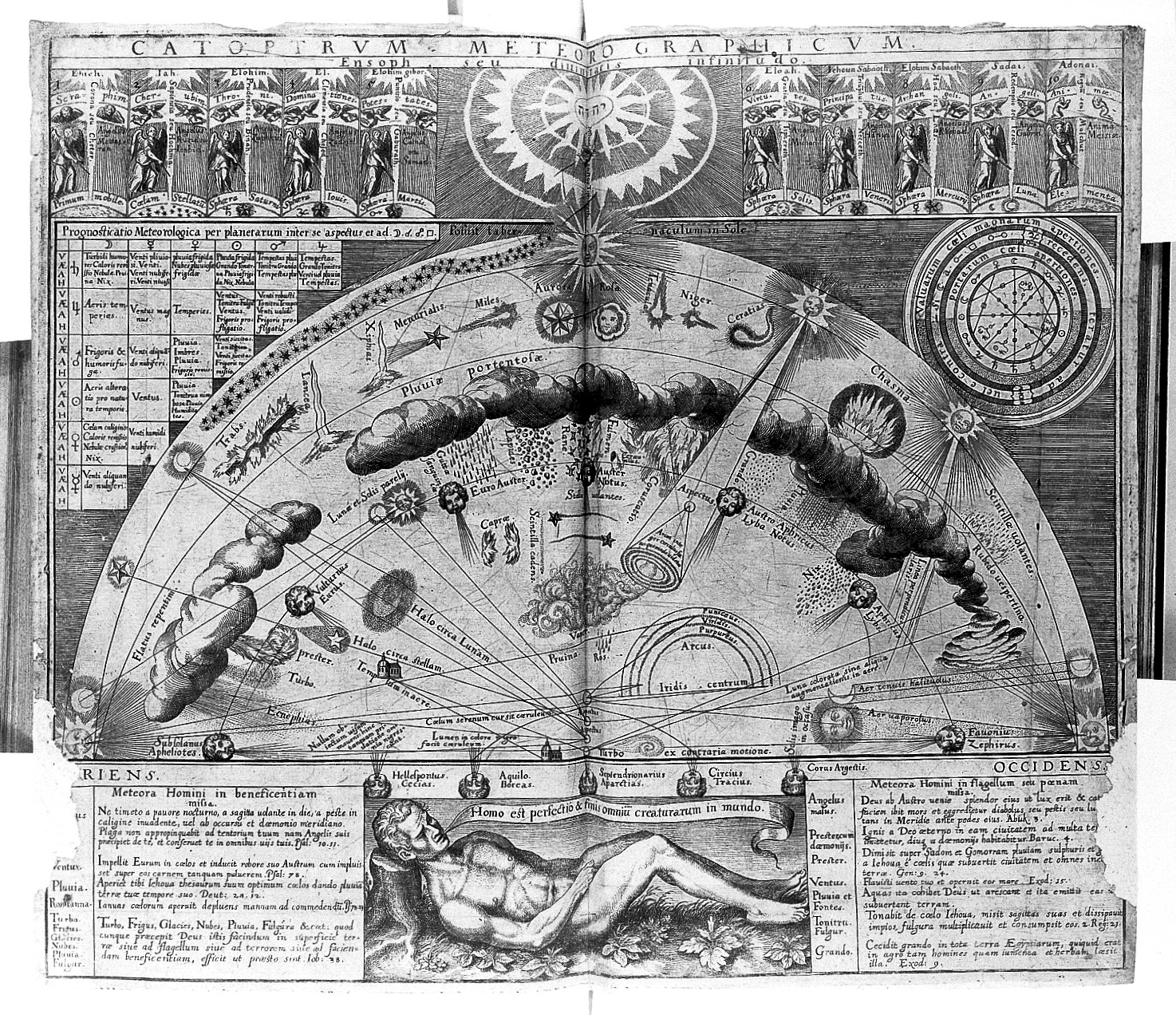
宇宙における人間と天空現象との関係,ロバート・フラッド『宇宙の気象学』（1626年）

マクロコスモスとミクロコスモス（英: Macrocosmos and microcosmos, Macrocosm and microcosm）は、マクロコスモス（大宇宙）とミクロコスモス（小宇宙）の対概念。前者は通常の「宇宙」、後者は宇宙に見立てられた「人体」を主に指す。マクロコスモスとミクロコスモスは、このふたつのコスモスが互いに照応するという思想である。

## 概説
マクロコスモスとミクロコスモスの対応は、人間のなかに大宇宙の本性や能力が内在しており、また大宇宙そのものが一つの人間であるとして、両者が類比関係にあり、互いに影響をおよぼす動的な関係にあることを意味する。同様の思想は西洋だけでなく世界各地に存在し、例えば中国の内丹術にも見られる。
西洋では、古代ギリシアのデモクリトスにみられるが、特にプラトン学派で用いられて、プラトンの『ティマイオス』で生命的宇宙観と結びつけて語られた。この思想は、ボエティウスや新プラトン主義を介して、シャルトル学派など中世西欧にもみられるが、ルネサンス期になるとフィレンツェのプラトン主義者マルシリオ・フィチーノらによってヘルメス主義の復興とともに、それと融合されて、ルネサンス思想の典型として広範に支持された。
ヘルメス文書のひとつ『エメラルド板』に含まれる「下なるものは上なるもののごとく、上なるものは下なるもののごとし」という文章は、マクロコスモスとミクロコスモスの照応を見事に表現している。マクロコスモスとミクロコスモスとの間には、厳密な類比関係があり、ともに機械的ではなく「生命的」な存在とされる。また、宇宙と個体が照応するという考え方は、錬金術や西洋占星術とも結びつき、医学、人相学、骨相学の原理ともなった。その後、近代科学の進展に伴って、マクロコスモスとミクロコスモスの照応という神秘性は、次第にその意味を失っていった。